# 西村康博
西村 康博（にしむら やすひろ、1950年12月20日 - ）は、日本の元競輪選手。現在の佐賀県杵島郡白石町出身。日本競輪学校第27期卒業。日本競輪選手会佐賀支部所属。師匠は杉野貞男。初出走は1970年2月14日の久留米競輪場で初勝利は同日。

## 戦績
佐賀県立塩田工業高等学校を経て日本競輪学校に第27期生として入学。デビュー後から息の長い活躍を続け、2009年2月27日には玉野競輪場で通算600勝を達成した。
2010年7月6日より当時の現役競輪選手最年長となり、同年12月20日には地元の武雄競輪場において還暦での出走を果たした。さらに2011年1月1日にはA級3班から2班に昇格したことにより稲村雅士（59歳当時A2）の現行格付制度におけるA2高齢記録を塗り替えた。
その後もどこまで自身の現役最年長およびA2在位記録を伸ばせるか注目されていたが、2011年11月に地元の武雄競輪場での開催において引退することを発表し、同開催最終日の11月11日に現役最後のレースとなる第7競走A級特一般戦に出走し4着となった。ラストランレース終了後には西村の引退セレモニーが執り行われ、惜しまれつつバンクを去った。同年11月17日にA2在位のまま選手登録消除。通算3801戦614勝。
ホームバンクだった武雄競輪場では西村の功績を讃え、2012年4月に『鉄人 西村康博杯』を開催した。